# Joanna Rutkowska
Joanna Rutkowska (ur. 1981 w Warszawie) – polska informatyczka, specjalistka w dziedzinie zabezpieczeń komputerowych. Absolwentka Wydziału Elektroniki i Technik Informacyjnych Politechniki Warszawskiej na kierunku informatyka.
Joanna Rutkowska zaprezentowała 4 sierpnia 2006 na konferencji Black Hat dwie metody ominięcia mechanizmów ochraniających system Windows Vista. Pierwsza z pokazanych metod pozwala na ominięcie testów integralności systemu Windows Vista i załadowanie do jądra kodu niepodpisanego odpowiednimi certyfikatami, a więc potencjalnie pochodzącego z niezaufanego źródła. Druga metoda jest rootkitem o nazwie Blue Pill, pozwalającym na umieszczenie działającego systemu operacyjnego w kontrolowanym przez rootkita środowisku, w sposób dla tego systemu niezauważalny, dzięki wykorzystaniu techniki wirtualizacji procesorów (hypervisor). Charakteryzacja tej techniki jako niewykrywalnej stała się przedmiotem kontrowersji w środowisku specjalistów. Za swoje odkrycia Joanna Rutkowska została uhonorowana tytułem jednego z Pięciu hakerów, którzy odcisnęli swe piętno na roku 2006 przez magazyn eWeek Magazine.
Joanna Rutkowska jest założycielką firmy Invisible Things Lab i powiązanego projektu Qubes OS, dystrybucji systemu operacyjnego Linux, zbudowanego w oparciu o mechanizmy bezpieczeństwa komputerowego.
25 października 2018 roku Joanna Rutkowska opuściła projekt Qubes OS i objęła stanowiska Chief Strategy Officer oraz Chief Security Officer w Projekcie Golem.